# Hypotrochoid

The red curve is a hypotrochoid drawn as the smaller black circle rolls around inside the larger blue circle (parameters are R = 5, r = 3, d = 5).

Hypotrochoid di động

Một hypotrochoid là một đường cong được tạo ra bởi một điểm A nằm trên đường thẳng xuyên qua tâm của vòng tròn (B, b) khi nó lăn quanh một đường tròn cố định (O, a). Đặt khoảng cách giữa A và B là d, và a, b, d là các số hữu tỷ, sao cho a> 0 và d> 0. Các phương trình tham số cho một hypotrochoid là {\displaystyle x=(a-b)\cos(t)+d\cos({\cfrac {a-b}{b}}t),y=(a-b)\sin(t)-d\sin({\cfrac {a-b}{b}}t)}
Nếu vòng tròn màu đỏ được lăn quanh bên ngoài của một vòng tròn cố định, thì điểm P trên vòng tròn đỏ sẽ tạo ra một đường cong được gọi là epitrocloid.
Một hypotrochoid {\displaystyle x=(a-b)\cos(t)+d\cos({\cfrac {a-b}{b}}t),y=(a-b)\sin(t)-d\sin({\cfrac {a-b}{b}}t)}là một hypocycloid nếu d = b.